# Sharp Airlines
 (octobre 2020).
Si vous disposez d'ouvrages ou d'articles de référence ou si vous connaissez des sites web de qualité traitant du thème abordé ici, merci de compléter l'article en donnant les références utiles à sa vérifiabilité et en les liant à la section « Notes et références ».

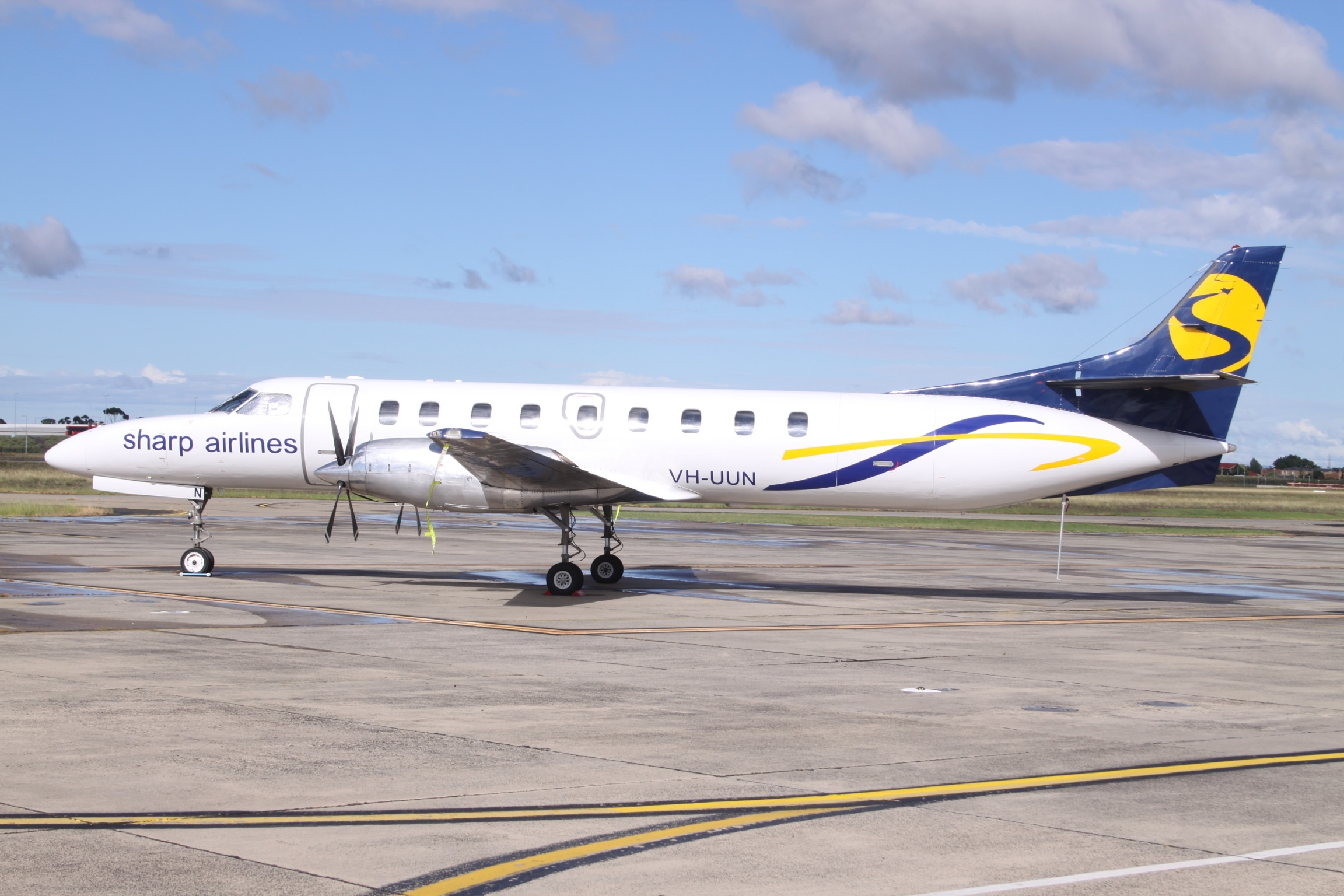

Sharp Airlines est une compagnie aérienne régionale fondée à Hamilton, Victoria, Australie en 1990. Sharp exploite des services aériens réguliers dans les États du sud de l'Australie. Ses principales bases sont l'aéroport d'Essendon, l'aéroport d'Adélaïde et l'aéroport de Launceston. La compagnie aérienne assure également des vols nolisés à la région de Victoria et de l'Australie-Méridionale. La société mère, Sharp Aviation, a sa principale base de maintenance à l'aéroport de Launceston. 

## Histoire
Commençant ses opérations à l'aide du Piper PA-31-350 Chieftain, la compagnie aérienne a continué de croître, en acquérant des avions Fairchild Metro pour remplacer les Chieftains et en ajoutant l'aéroport d'Essendon au réseau routier. En avril 2008, elle a commencé à destituas à Port Augusta à partir d'une nouvelle base d'opérations de l'aéroport d'Adélaïde. Les services d'Adélaïde à Port August ont pris fin en mai 2017. 
En octobre 2009, Sharp Airlines a commencé un service d'essai reliant Adélaïde à Portland et à l'aéroport d'Avalon. En janvier 2010, il est devenu un ajout permanent à l'horaire de vol, mais a par la suite été congédié. 
En octobre 2010, Sharp Airlines a repris les liaisons vers Flinders Island depuis Launceston en Tasmanie et l'aéroport d'Essendon à Melbourne, Dans l'Victoria, auprès de l'opérateur précédent, Airlines of Tasmania. À la fin de 2011, les vols deux fois par jour vers l'île King au départ de Launceston via Wynyard ont commencé. 
En mai 2019, la compagnie aérienne a annoncé qu'elle cesserait d'exploiter son service de Melbourne (aéroport d'Essendon) - Warrnambool - Portland après le 30 juin 2019, en raison d'un manque de mécénat. 
En juin 2019, la compagnie aérienne a annoncé qu'elle commencerait à exploiter un service de Melbourne (aéroport d'Essendon) à Griffith, en Nouvelle-Galles du Sud, le 15 juillet 2019. Ce sera la première fois que Sharp Airlines exploite un service aérien vers une destination en Nouvelle-Galles du Sud. Le service fonctionnera tous les jours (sauf le samedi) avec un temps de vol d'une heure. 